# Відманн-Мауц Аннетте
Аннетте Відманн-Мауц (нім. Annette Widmann-Mauz, до шлюбу Відманн (нім. Annette Widmann; нар. 13 червня 1966, Тюбінген, Баден-Вюртемберг, ФРГ) – німецька політикиня партії Християнсько-демократичний союз, депутатка Бундестагу, парламентська статс-секретарка Федерального міністерства охорони здоров'я у 2009–2018 роках, держміністерка у Відомстві федерального канцлера Німеччини з 2018 року.                        

## Біографія
Закінчила середню школу в Балінгені, потім вивчала політологію та право в Тюбінгенському університеті. У 1993–1998 роках працювала в ньому над проєктом, організованим Європейською комісією.
У 1984 році вступила до Християнсько-демократичного союзу Німеччини. Водночас стала активісткою його молодіжної організації «Молодіжний союз», у 1986–1989 роках була її віцепрезиденткою у Баден-Вюртембергу. У 1995 році стала регіональною головою спілки жінок «Frauen-Union» у Баден-Вюртембергу. 1999 року стала заступницею голови федерального комітету ХДС з жіночої політики. У 1999–2009 роках працювала у Раді району Цоллернальб.
1998 року вперше отримала мандат депутата Бундестагу. Успішно балотувалася на нові терміни на виборах 2002, 2005, 2009, 2013, 2017 та 2021 років. 2000 року увійшла до правління фракції ХДС/ХСС, а 2012 року – до федеральної ради ХДС. 2015 року очолила  «Frauen-Union» на федеральному рівні. 2009 року стала парламентською статс-секретаркою Федерального міністерства охорони здоров'я в кабінеті Ангели Меркель.. У 2018 році перейшла на посаду держміністерки, відповідальної за міграцію, біженців та інтеграцію, у канцелярії федерального канцлера..
22 грудня 2020 року взяла шефство над Яною Оробейко, білоруською студенткою та політичною ув'язненою.